# Municipio de Duck Creek (Misuri)
El municipio de Duck Creek (en inglés: Duck Creek Township) es un municipio ubicado en el condado de Stoddard en el estado estadounidense de Misuri. En el año 2010 tenía una población de 3492 habitantes y una densidad poblacional de 9,68 personas por km².

## Geografía
El municipio de Duck Creek se encuentra ubicado en las coordenadas 36°53′19″N 90°8′33″O / 36.88861, -90.14250. Según la Oficina del Censo de los Estados Unidos, el municipio tiene una superficie total de 360.67 km², de la cual 355.28 km² corresponden a tierra firme y (1.49%) 5.39 km² es agua.

## Demografía
Según el censo de 2010, había 3492 personas residiendo en el municipio de Duck Creek. La densidad de población era de 9,68 hab./km². De los 3492 habitantes, el municipio de Duck Creek estaba compuesto por el 97.77% blancos, el 1% eran afroamericanos, el 0.37% eran amerindios, el 0.11% eran asiáticos, el 0.03% eran isleños del Pacífico, el 0.09% eran de otras razas y el 0.63% pertenecían a dos o más razas. Del total de la población el 0.92% eran hispanos o latinos de cualquier raza.